# Diomidis Kiriakos
Diomidis Anastasiou Kiriakos (en griego: Διομηδής Κυριάκος) (1811-1869) era un autor y un hombre político griego. Kiriakos nació en la isla de Spetses. Estudio derecho en Pisa y París. En 1843, ayudó a la redacción de la constitución griega, y también a la de 1862. Fue Ministro del Culto y de la Educación antes de ser primer ministro. Murió en Italia en 1869.
- Datos: Q748810